# Rhodesia (ćma)
Rhodesia – rodzaj motyli nocnych z rodziny miernikowcowatych (Geometridae). Został opisany przez Warrena w 1905 roku.

## Gatunki
Do rodzaju należą następujące gatunki:
- Rhodesia alboviridata (Saalmüller, 1880)
- Rhodesia depompata L.B. Prout, 1913
- Rhodesia viridalbata Warren, 1905[2]